# موسم الشيخ الكامل
موسم الشيخ الكامل أو موسم الهادي بنعيسى هو موسم سنوي تنظمه الطريقة العيساوية في مكناس بالمغرب خلال فترة عيد المولد النبوي. يعتبر من أهم المواسم الدينية في المغرب ويستقبل كل سنة آلاف الزوار والمريدين من أتباع الطريقة من المغرب والجزائر وتونس وليبيا ودول أخرى.
يتميز هذا الموسم، الذي تستمر فعالياته لحوالي أسبوعين، بتنوع أنشطته بين الطقوس الدينية والمظاهر الاحتفالية الموسيقية والمسرحية إضافة إلى امتداد فضاءاته إلى نقط متعددة في مدينة مكناس تبقى أهمها مسارات المواكب الاحتفالية التي تحج إلى موقع الاحتفال الرئيسي ضريح الشيخ الكامل بباب السيبة داخل المدينة العتيقة لمكناس.
هو من أقدم المواسم الدينية في المغرب بحيث يرجع تاريخه إلى القرن السادس عشر، تاريخ ظهور الطريقة العيساوية التي أسسها محمد الهادي بنعيسى (المعروف بالشيخ الكامل) والذي كان من أهم القادة الدينيين في تاريخ المغرب، ويعتقد المؤرخون المغاربة بأنه شكل عاملا رئيسيا في ترسيخ الاحتفال بعيد المولد النبوي في بلاد المغرب الإسلامي.
علاوة على طابعه الديني الصوفي وطابعه الاحتفالي الذي يطبع أيام عيد المولد النبوي في مدينة مكناس، يشتهر هذا الموسم أيضا بطابعه الفرجوي، ناهيك عن الممارسات الغرائبية والروحانية، ذات الطابع العنيف والصادم أحيانا، التي ترافق بعض فعالياته.

## تاريخ

### محمد الهادي بنعيسى
النشأة: ولد محمد الهادي بنعيسى، مؤسس الطريقة العيساوية، سنة 872ه -1467م بقبيلة سحيم المختار بسهل الغرب وتوفي بمكناس سنة 1526. أبوه سيدي عيسى بنعامر، المعروف بشهيد الطويحل بمنطقة الساقية الحمراء. وأمه مريم الفهرية، ابنة قبيلة بني مختار ذوي أصول صحراوية كذلك.
الرحلة إلى فاس العلمية: ارتحلت الأسرة إلى مدينة فاس لمكانتها العلمية، لينال فيها، محمد الهادي بنعيسى من العلم الشيء الكثير. إذ حفظ القرآن الكريم في سن مبكر لم يتجاوز السابعة. كان مشهودا له على نباهته وقدرته على التحصيل، فتمكن من علوم الفقه والتفسير، ومهر في العربية وأصولها، كما أتقن العلوم النقلية والعقلية.
العودة إلى مكناسة الزيتون: انتفل الشيخ الكامل بعد تخرجه من القروين إلى مدينة مكناس لتدريس العلم بالجامع الكبير. وتزوج السيدة طاهرة من قبيلة أخواله «بني مختار»، فرزقا بابن وهو عيسى المهدي الذي تولى الخلافة بعده.
أصل تسميته بالكامل: اختلفت الروايات على أصل تسميته بالشيخ الكامل، إلا أن جميع المصادر المتوفرة تجمع على أنة قد اتسم بتمكنه من العلوم الشرعية واللغوية وشهد له بجدارته العلمية وغزارته المعرفية، فتفوق على علماء عصره في إطار مناظرات حظر إحداها الشيخ البصري، خطيب مكناس آنذاك، فلقبه بالشيخ الكامل، شهادة منه على حكمته وعلمه الوافر.
رحلة التصوف:

## الطريقة العيساوية
يعتبر موسم الشيخ الكامل محطة رئيسية ومرجعية وذات رمزية مهمة لدى مريدي وأتباع الطريقة العيساوية. ترجع أصول هذه الطريقة الصوفية إلى القرن السادس عشر حيث كانت في بداياتها ذات طابع تربوي روحي قبل أن تتطور بمرور الزمن لتتخذ أبعادا إضافية سواء على مستوى طقوسها الدينية أو في الجوانب الاحتفالية والغرائبية التي أضيفت إليها، بل ولعبت أيضا أدوارا سياسية مهمة وأضحت من أهم الروافد الرمزية والثقافية الحاضرة بقوة في المخيال الجمعي المغربي.

## فعاليات الموسم
من مشاهير موسم مكناس، شرفاء العلوين : https://m.youtube.com/watch?v=_LVZLJHhdy4

## معرض الصور

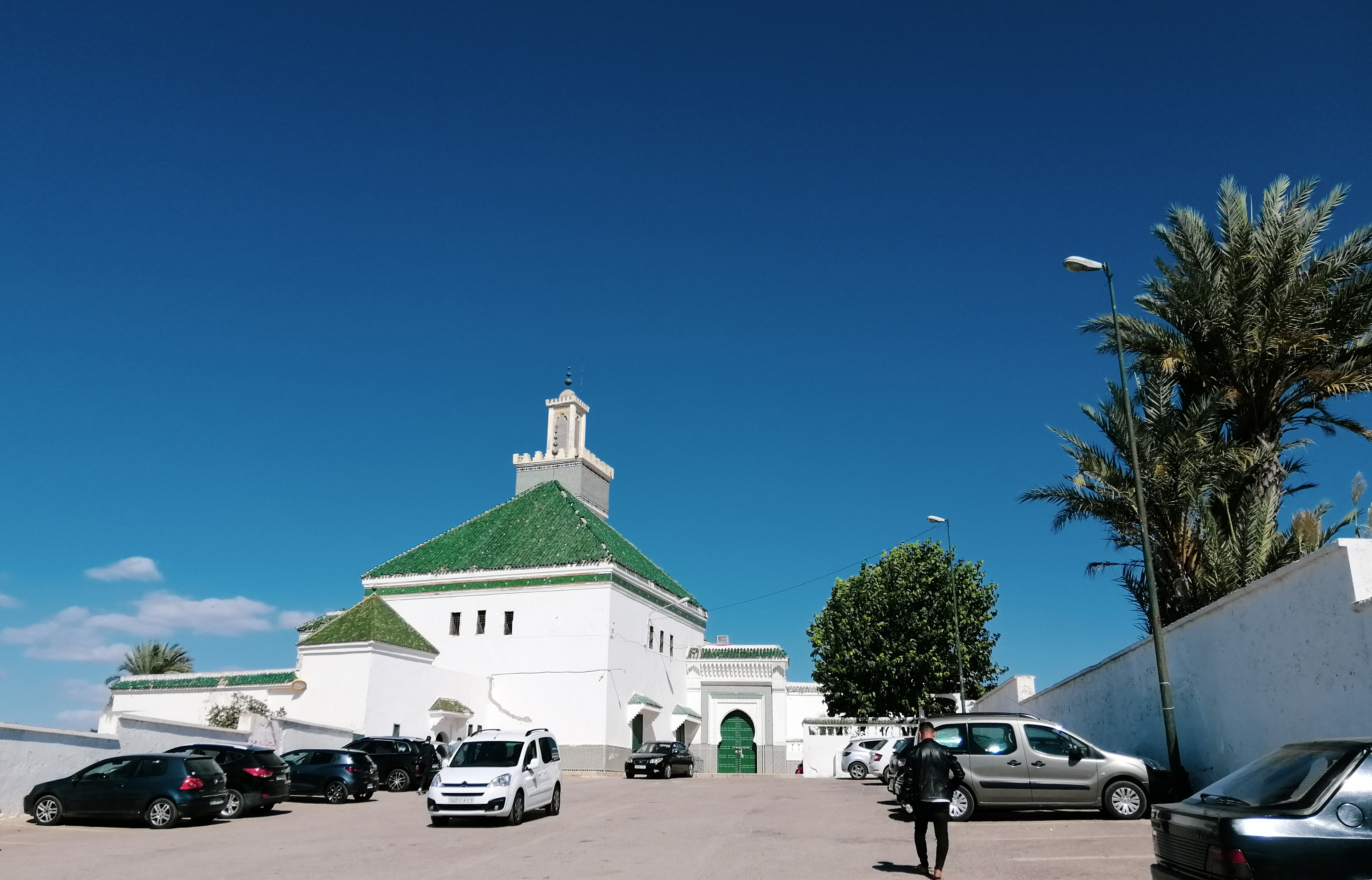
ضريح الشيخ الكامل بمكناس
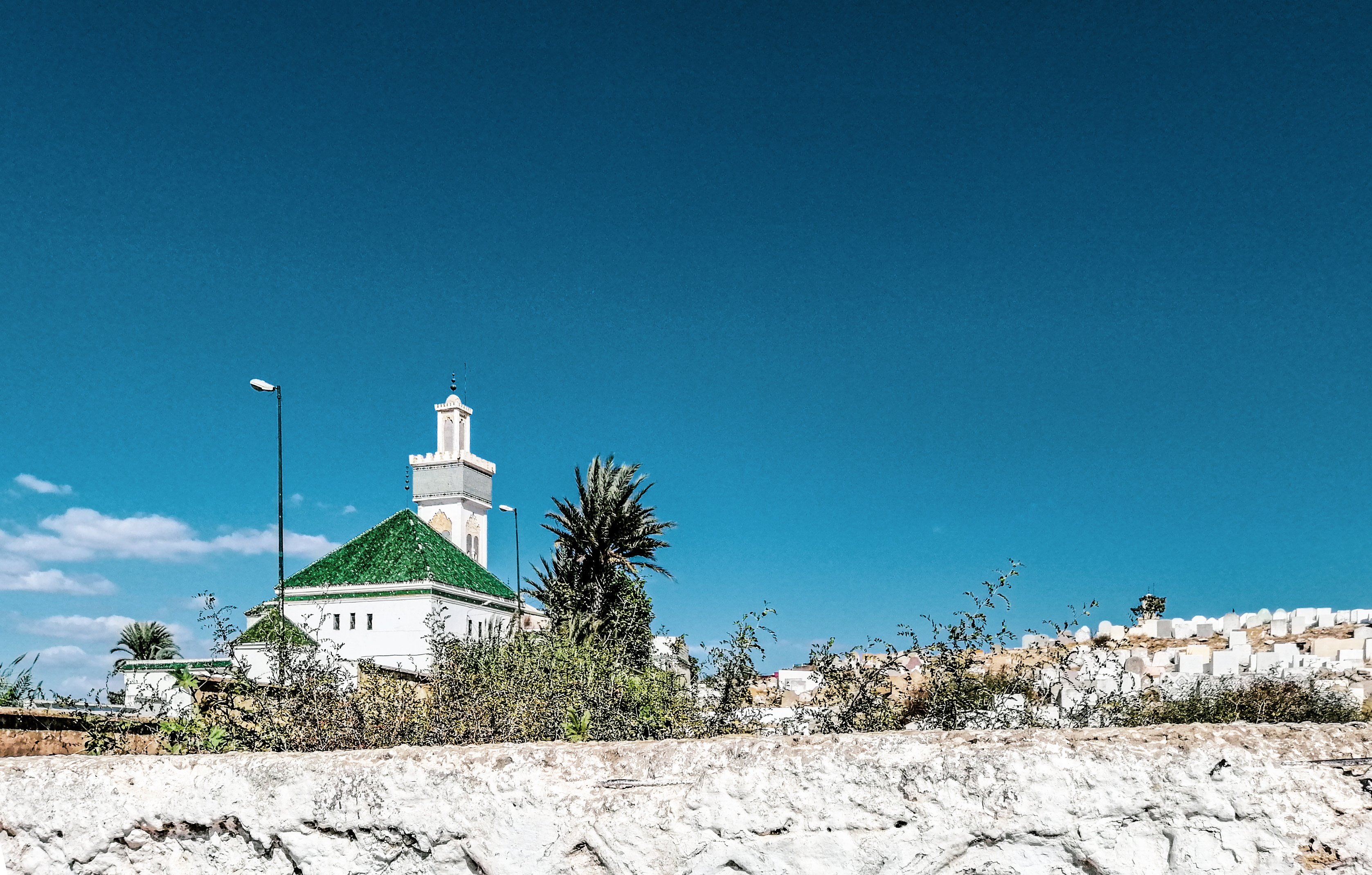
ضريح الشيخ الكامل بمكناس
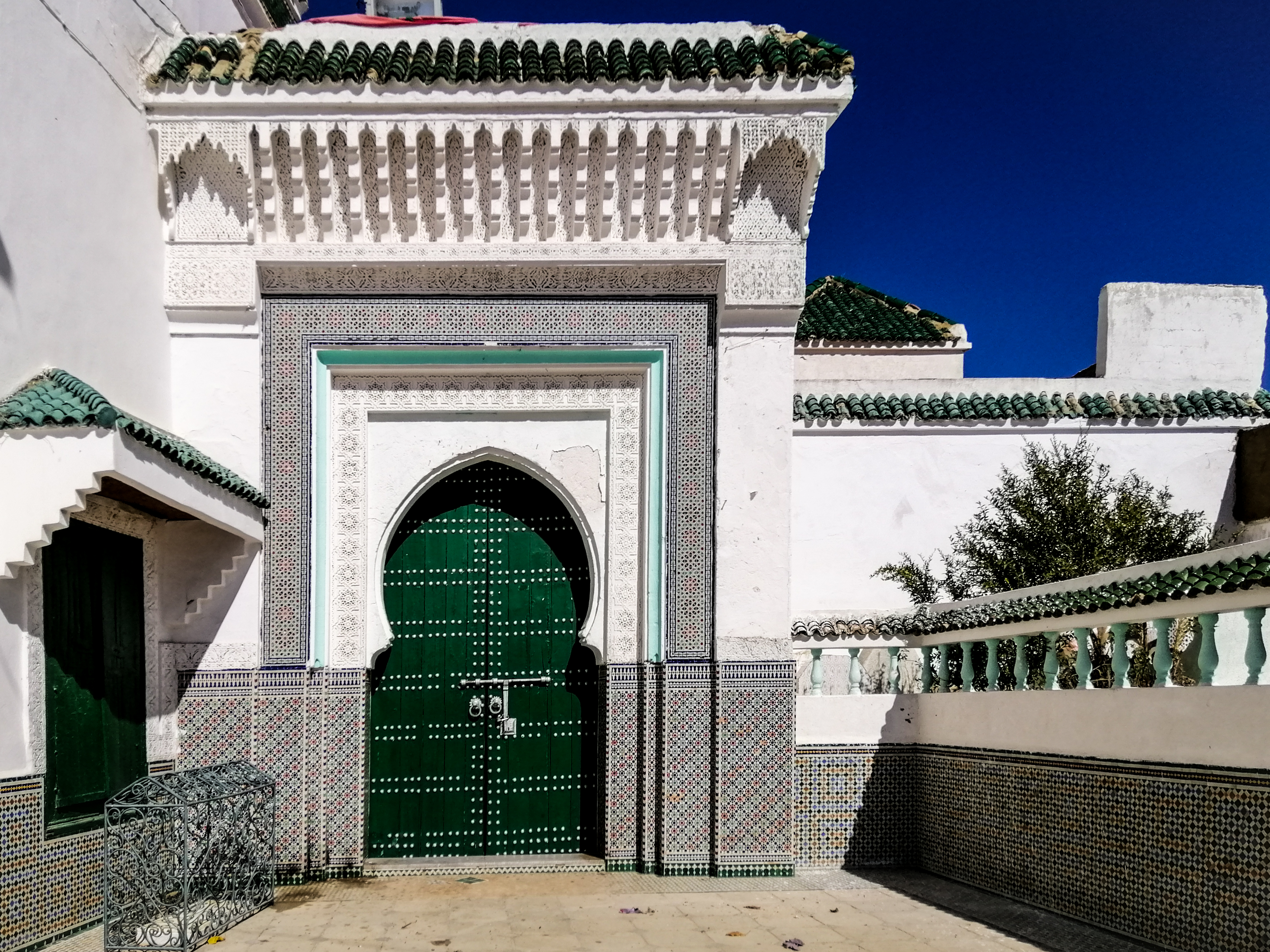
المدخل الرئيسي لضريح الشيخ الكامل بمكناس
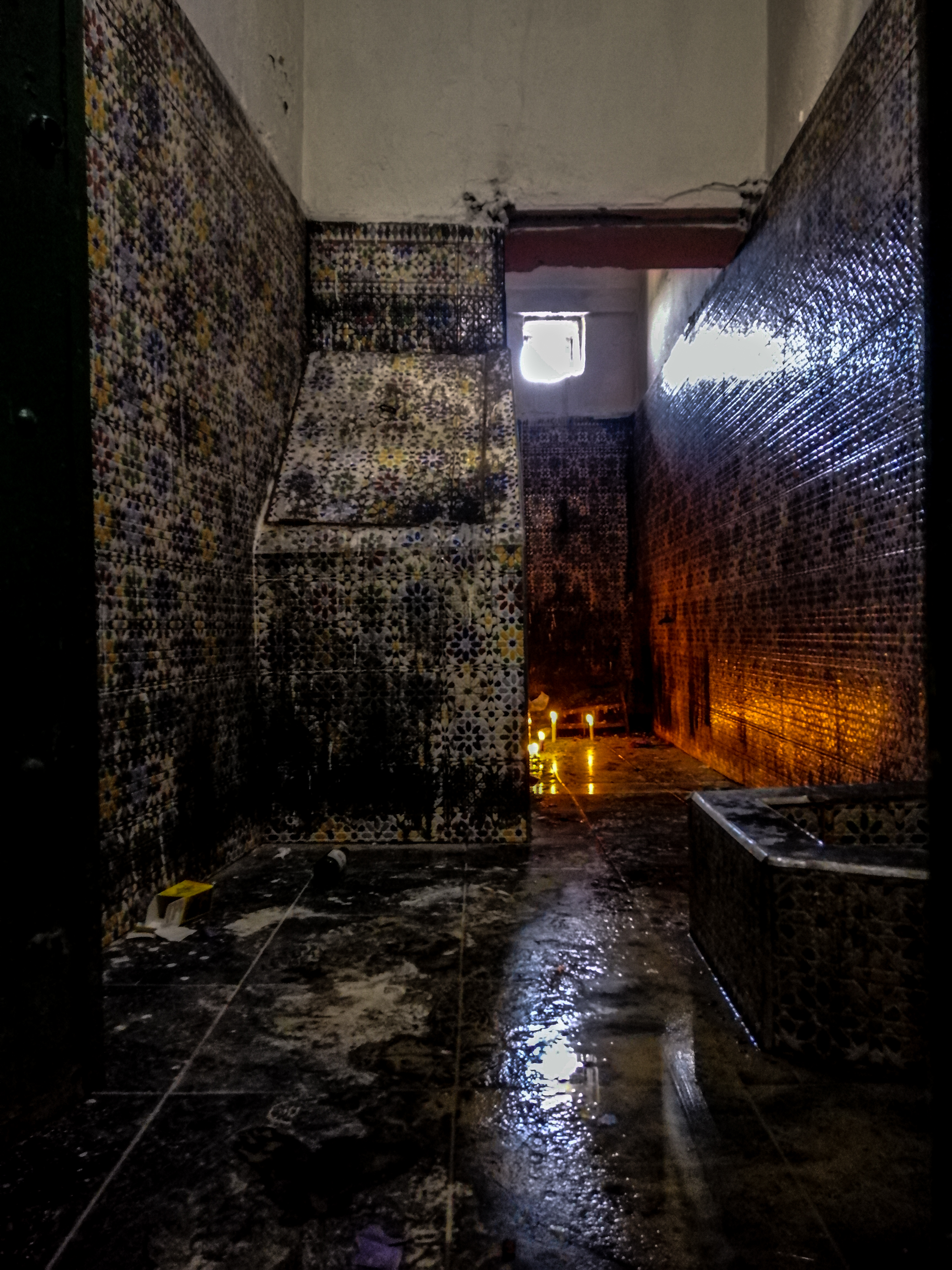
صورة للبعض من طقوس الزيارة
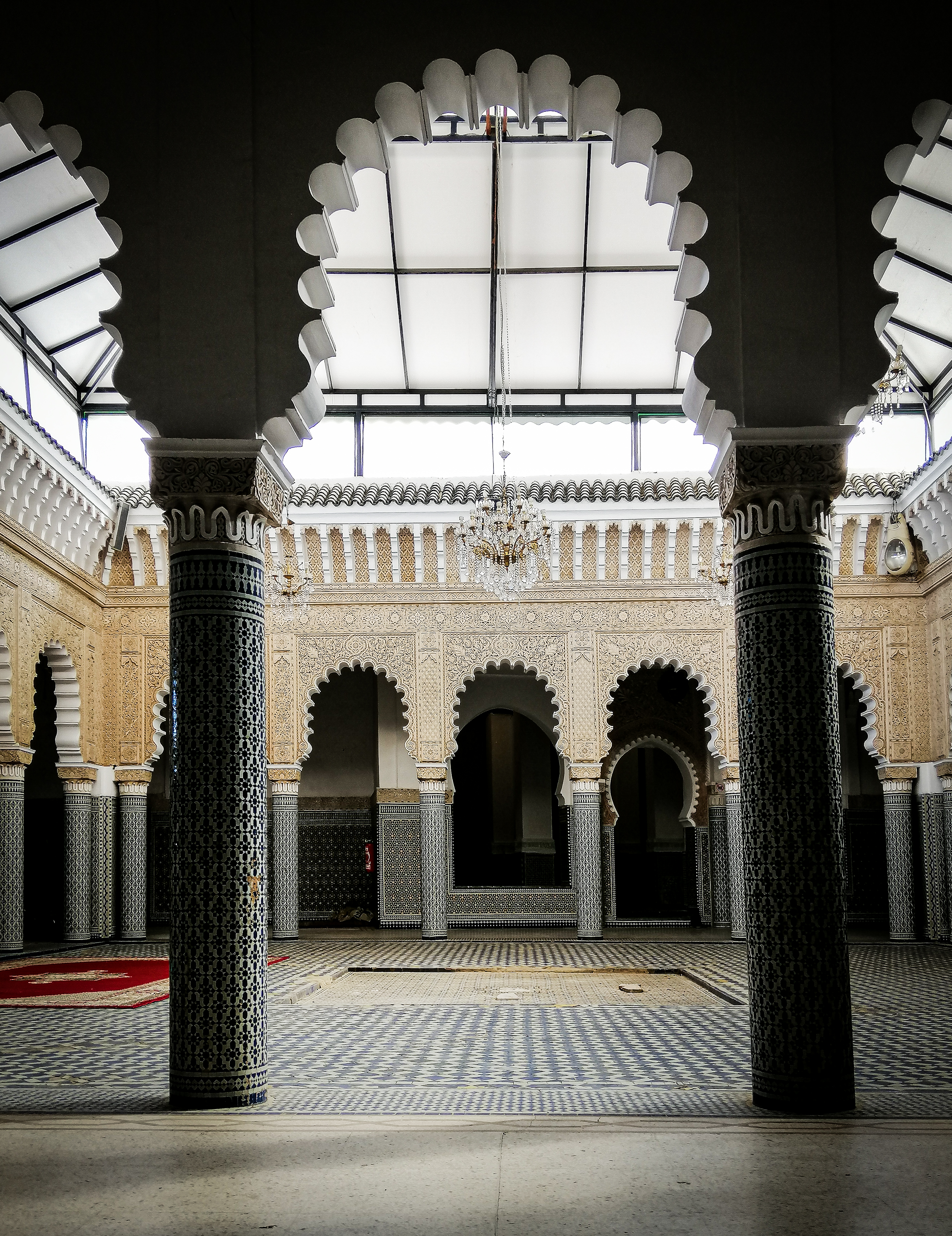
ضريح الشيخ الكامل بمكناس
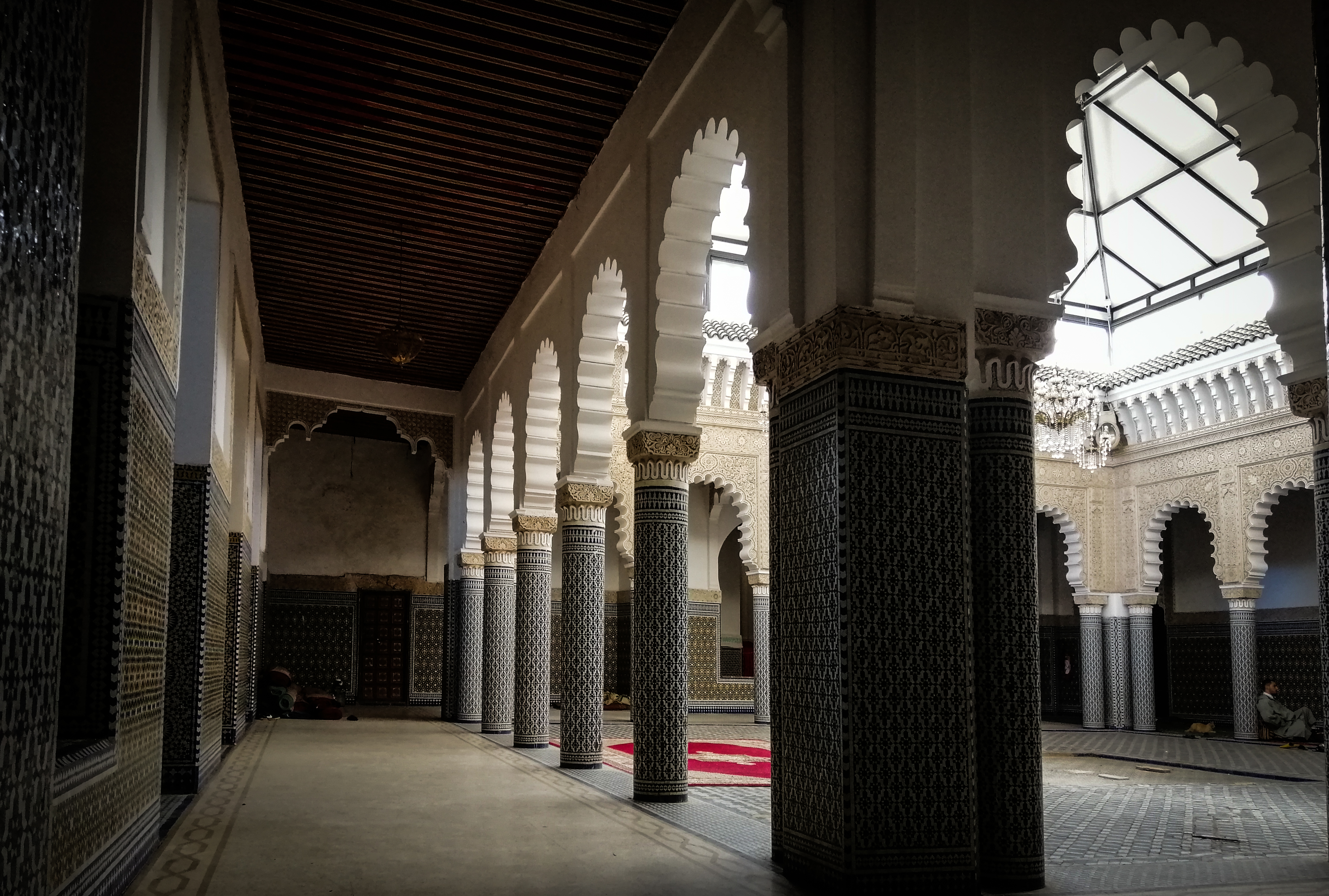
ضريح الشيخ الكامل بمكناس
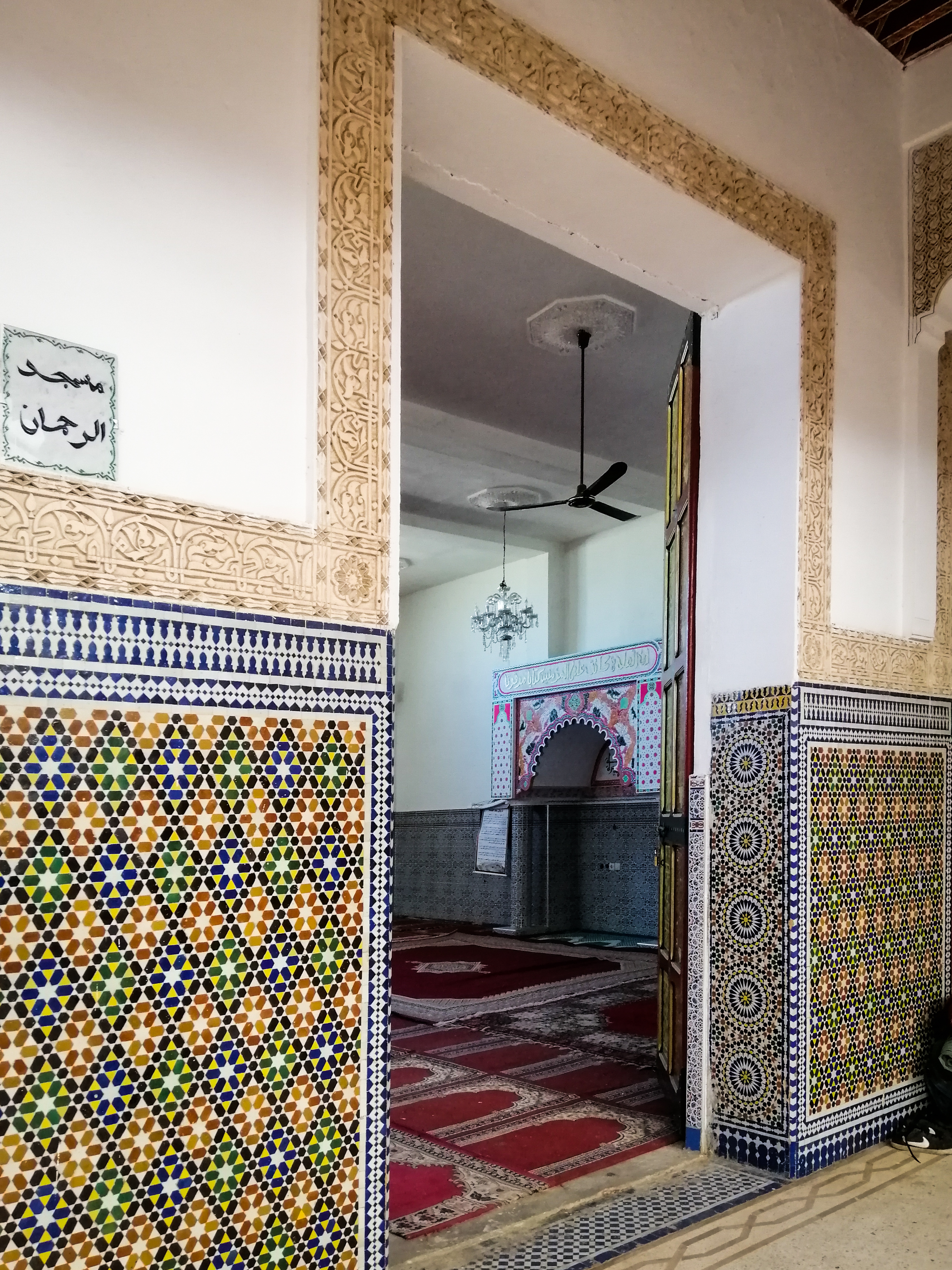
مسجد ضريح الشيخ الكامل بمكناس
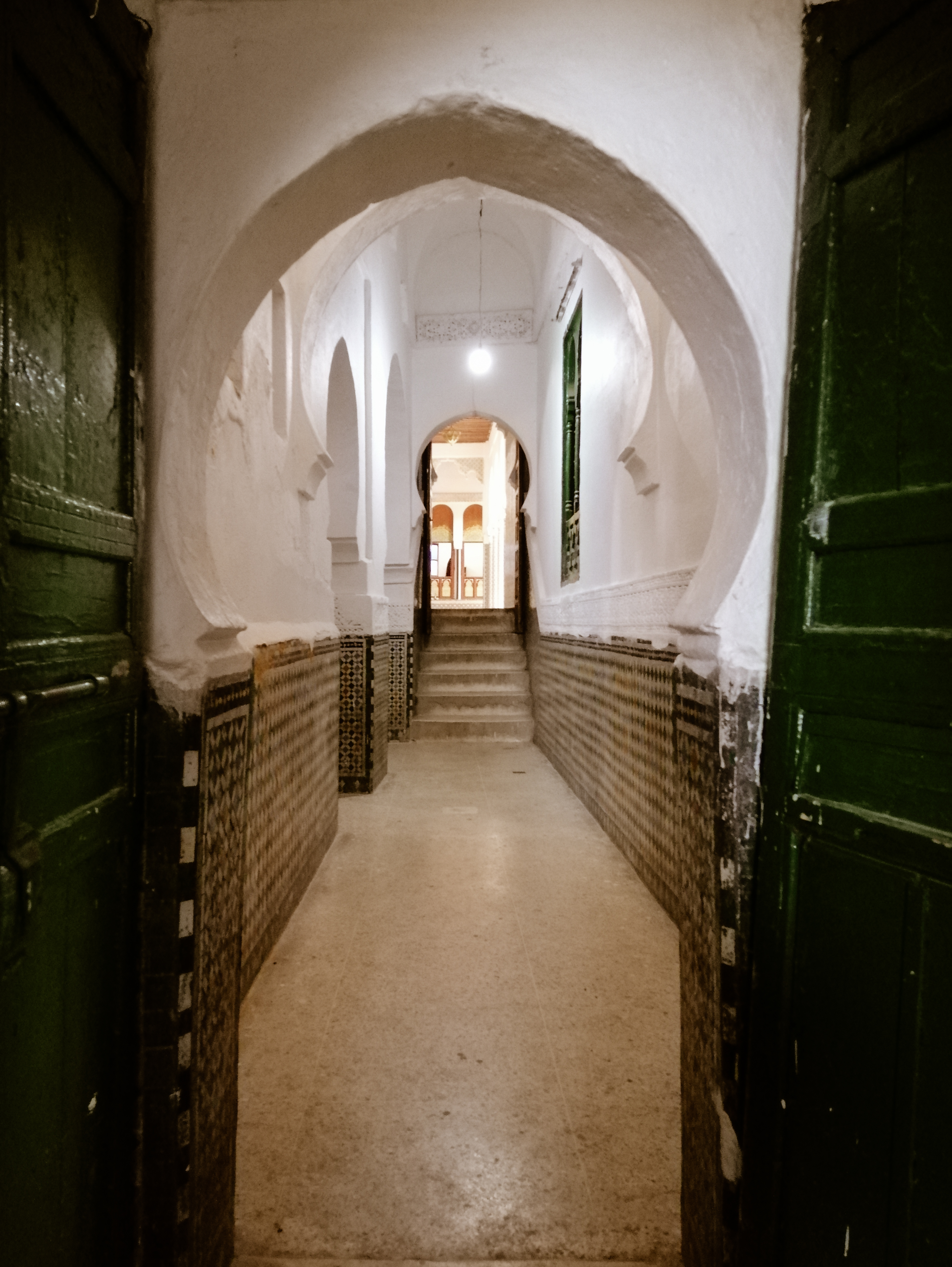
المدخل الثانوي لضريح الشيخ الكامل بمكناس